# Nogarole Rocca
Nogarole Rocca là một đô thị ở tỉnh Verona trong vùng Veneto của Ý, có cự ly khoảng 110 km về phía tây của Venice và khoảng 20 km về phía tây nam của Verona. Tại thời điểm ngày 31 tháng 12 năm 2004, đô thị này có dân số 3.088 người và diện tích là 29,2 km².
Đô thị Nogarole Rocca có các frazioni (đơn vị trực thuộc, chủ yếu là các làng) Pradelle và Bagnolo.
Nogarole Rocca giáp các đô thị: Mozzecane, Povegliano Veronese, Roverbella, Trevenzuolo và Vigasio.